# 로리 지머
로리 지머(Laurie Zimmer, 1950년 1월 1일 ~ )는 미국의 배우, 교사, 영화배우이다.

## 영화
- 분노의 13번가 (1976년)[1]